# Amphorina
Amphorina Quatrefages, 1844 è un genere di molluschi nudibranchi della famiglia Eubranchidae.

## Specie
Il genere comprende le seguenti specie:
- Amphorina andra Korshunova, Malmberg, Prkić, Petani, Fletcher, Lundin, Martynov, 2020
- Amphorina farrani (Alder & Hancock, 1844)
- Amphorina linensis (Garcia-Gomez, Cervera & Garcia, 1990)
- Amphorina pallida (Alder & Hancock, 1842)
- Amphorina viriola (Korshunova, Malmberg, Prkić, Petani, Fletcher, Lundin, Martynov, 2020)

Sinonimi
- Amphorina alberti Quatrefages, 1844 = Amphorina farrani (Alder & Hancock, 1844)
- Amphorina antarctica (Eliot, 1907) = Galvinella antarctica Eliot, 1907
- Amphorina columbiana O'Donoghue, 1922 = Catriona columbiana (O'Donoghue, 1922)
- Amphorina horii (Baba, 1960) = Eubranchus horii Baba, 1960
- Amphorina odhneri (Derjugin & Gurjanova, 1926) = Eubranchus odhneri (Derjugin & Gurjanova, 1926)
- Amphorina pallida Eliot, 1906 = Cuthona pallida (Eliot, 1906)